# Ломбарди, Франсиско Хосе
Франсиско Хосе Ломбарди (а также Франсиско Х.Ломбарди, Панчо Ломбарди; исп. Francisco José Lombardi, 3 августа 1947, Такна, Перу) — перуанский кинорежиссёр, сценарист, продюсер, крупнейший мастер своего поколения.

## Биография
Закончил Лимский университет и Школу кинодокументалистики в  Санта-Фе. В основе многих его фильмов — произведения перуанских писателей. Выступает также как театральный режиссёр.

## Фильмография
- Muerte al amanecer (1977, премия экуменического жюри на Локарнском МКФ)
- Cuentos inmorales (1978), эпизод Los Amigos)
- Muerte de un magnate (1980)
- Maruja en el infierno (1983, премия лучшему кинорежиссёру на КФ в Боготе)
- La ciudad y los perros (1985), по роману Марио Варгаса Льосы Город и псы, премия Интерфильм на МКФ в Маннгейме-Гейдельберге, премия Сан-Себастьян на Сан-Себастьянском МКФ)
- En la boca del lobo (1988, премия Сан-Себастьян на Сан-Себастьянском МКФ)
- Puerto Verde (1990, короткометражный)
- Caídos del cielo (1990, по новелле Хулио Рамона Рибейро, премия Гойя за лучший иностранный фильм на испанском языке, Большая премия Северной и Южной Америки на МКФ в Монреале)
- Huellas del paraíso (1991, короткометражный)
- Sin compasión (1994, по роману Ф. М. Достоевского Преступление и наказание)
- Под кожей/ Bajo la piel (1996, Серебряная раковина лучшему кинорежиссёру на Сан-Себастьянском МКФ, премия критики на КФ в Грамаду, две премии на КФ в Гаване)
- Никому не говори/ No se lo digas a nadie (1998, по роману Хайме Байли, номинация на Золотую раковину МКФ в Сан-Себастьяне)
- Сексназ капитана Пантохи/ Pantaleón y las visitadoras (1999, по роману М.Варгаса Льосы Капитан Панталеон и рота добрых услуг, номинация на премию Гойя за лучший иностранный фильм на испанском языке, четыре премии КФ в Грамаду, премия зрительских симпатий на КФ в Винья-дель-Мар)
- Tinta roja (2000), по роману Альберто Фугета, премия КФ в Картахене, две премии на КФ в Гаване, номинация на Золотую раковину МКФ в Сан-Себастьяне)
- Ojos que no ven (2003, премия Золотое солнце на КФ латиноамериканского кино в Биаррице, номинация на Золотую раковину МКФ в Сан-Себастьяне)
- Чёрная бабочка/ Mariposa negra (2006, по роману Алонсо Куэто, номинация на премию Гойя за лучший иностранный фильм на испанском языке)
- Un cuerpo desnudo (2008)
- Ella (2009)

## Признание
Номинант и лауреат многих национальных и международных премий. Член жюри МКФ в Мар-дель-Плата (2005).

## Интересные факты
В 1993—1997 был президентом перуанского футбольного клуба Спортинг Кристал, который в этот период трижды побеждал в национальном чемпионате и в 1997стал финалистом Кубка Либертадорес.